# Swift (Royaume-Uni)
Pour les articles homonymes, voir Swift.
La Swift est une rivière du Royaume-Uni. Longue de 23 km, c'est un affluent de l'Avon.

## Géographie
La Swift prend sa source dans le sud du Leicestershire, non loin du village de Bruntingthorpe. Elle coule vers le sud-ouest, traversant les villages de Kimcote et Walton, puis vers l'ouest jusqu'à la ville de Lutterworth. Son cours s'infléchit à nouveau vers le sud-ouest, puis vers le sud après Churchover. Le canal d'Oxford la croise via un aqueduc un peu avant qu'elle se jette dans l'Avon, entre Brownsover et Rugby.